# Idiodes zalissaria
Idiodes zalissaria là một loài bướm đêm trong họ Geometridae.